# Escena de pulquería
Escena de pulquería es un óleo sobre lienzo realizado en 1850, que refleja el costumbrismo de Agustín Arrieta, que forma parte de la tertulia en el interior de una pulquería, uno de los temas preferidos del pintor.
En la pintura, se representa la escena donde damas y caballeros brindan y se divierten, rodeados de barriles de Pulque y ollas de platillos mexicanos. Una vestimenta que llama la atención es la del traje que porta uno de los hombres, de chinaco, la cual consta de una chaqueta de gamuza, camisa blanca, sarape al hombro y el sombrero en la mano derecha. Se muestra la típica china poblana, que se muestra con una enorme sonrisa, con una bella falda de lentejuelas, el cabello coronada de flores y un escote.
Agustín Arrieta, es considerado como un pintor de chinas, chinacos, rebelde y liberal, que representa en cada una de sus obras una espontánea idea del costumbrismo mexicano.